# Chloë Hanslip
Chloë Hanslip (* 1987 in Guildford, Surrey, England) ist eine britische Violinistin. Sie spielt eine Guarneri-del-Gesù-Violine aus dem Jahre 1735.

## Werdegang
Chloë Hanslip ist das jüngste von vier Kindern. Sie erhielt schon seit ihrem zweiten Lebensjahr Geigenunterricht. Im Alter von fünf Jahren begann sie auf Einladung von Yehudi Menuhin bei Natalja Bojarskaja an der Yehudi Menuhin School zu studieren. 1995 zog sie mit ihrer Mutter nach Deutschland, um bei Zakhar Bron zu studieren. Bei Gerhard Schulz, 1981 bis 2008 Violinist des Alban Berg Quartetts, setzte sie ihre Studien fort. 
Schon als Zehnjährige spielte sie u. a. in der New Yorker Carnegie Hall und in der Londoner Royal Albert Hall. Als Zwölfjährige hatte sie einen Auftritt als „Wunderkind“ in dem Film Onegin an der Seite von Ralph Fiennes und Liv Tyler, wo sie die „Teufelstrillersonate“ von Giuseppe Tartini spielt.
Ihr Konzertdebüt bei den BBC Proms gab sie 2002 und konzertierte danach u. a. mit dem Royal Philharmonic Orchestra, den London Philharmonic Orchestra, dem Beethoven Orchester Bonn, dem Royal Liverpool Philharmonic Orchestra, dem Houston Symphony Orchestra, dem Tokyo Symphony Orchestra, dem Adelaide Symphony Orchestra, dem Singapore Symphony Orchestra.
Ein Schwerpunkt in Hanslips Repertoire ist neben den Komponisten des 19. Jahrhunderts die zeitgenössische Musik von Komponisten wie John Adams, Benjamin Britten, Philip Glass, John Corigliano, das 2003 Concerto von Michael Nyman oder Brett Deans The Lost Art of Letter Writing.

## Bedeutende Konzerte
- Uraufführung der „Phantasia on Phantom of the Opera“ (Andrew Lloyd Webber), Sydmonton Festival, 2003
- Kammermusikfestival in Blonay (Schweiz) 2005, auf Einladung von Seiji Ozawa
- Kammermusikfestival in Kuhmo (Finnland)
- Tour des Prussia Cove Festival 2006 (Wigmore Hall)

## Auszeichnungen
- ECHO Klassik Award 2002 „Beste Nachwuchskünstlerin“
- Classical BRIT Awards 2003 „Young British Classical Performer“

## Aufnahmen (Auswahl)
- John Adams: Violinkonzert. Naxos 2006
- Antonio Bazzini: Virtuoso works for Violin and Piano. Mit Caspar Frantz, Naxos
- Ludwig van Beethoven: Violinsonaten. Zusammen mit Danny Driver, 3 Alben, Rubicon Classics
- York Bowen: Sämtliche Werke für Violine und Klavier. Zusammen mit Danny Driver. Hyperion
- Max Bruch, Violinkonzert Nr. 1 und Nr. 3, 2002
- Glasunow & Schoeck: Werke für Violine und Orchester. Orchestra della Svizzera italiana, Leitung: Alexander Vedernikov
- Benjamin Godard: Violin Concertos. Naxos 2008
- Jenő Hubay: Violin Concertos Nos. 1 and 2. Bournemouth Symphony Orchestra, Leitung: Andrew Mogrelia, Naxos
- Nikolai Medtner:  Violinsonaten Nr. 1 & 3. Mit Igor Tchetuev. Hyperion
- Henri Vieuxtemps: Romantic Violin Concerto Vol.12. Royal Flemish Philharmonic, Leitung: Martyn Brabbins. Hyperion